# Kebun Lebar
Kebun Lebar is een bestuurslaag in het regentschap Bengkulu Tengah van de provincie Bengkulu, Indonesië. Kebun Lebar telt 1070 inwoners (volkstelling 2010).